# أليسون لاسي
أليسون لاسي (بالإنجليزية: Alison Lacey)‏ (26 ديسمبر 1987 بكانبرا في أستراليا - ) هي لاعبة كرة سلة أسترالية في مركز مدافع مسدد الهدف. لعبت مع سياتل ستورم وIowa State Cyclones women's basketball ‏.

## وصلات خارجية
- أليسون لاسي على موقع الاتحاد الوطني لكرة السلة النسائية (الإنجليزية)
- أليسون لاسي على موقع كرة السلة الأوروبية.كوم (الإنجليزية)
- أليسون لاسي على موقع كلية كرة السلة في سبورتس رفرنس.كوم (الإنجليزية)
- أليسون لاسي على موقع سبورتس رفرنس (الإنجليزية)